# Apple Daily

Logo alternativo

Apple Daily (cinese:蘋果ラ報) è stato un quotidiano pubblicato a Hong Kong dal 1995 al 2021. Fondato nel 1995 da Jimmy Lai, un tempo era uno dei giornali in lingua cinese più venduti di Hong Kong.  Insieme alla rivista di intrattenimento Next Magazine, Apple Daily faceva parte di Next Digital. Apple Daily era noto per i suoi reportage investigativi, i titoli sensazionalistici, le fotografie dei paparazzi e le posizioni editoriali pro-democrazia e anti-PCC. Il giornale ha pubblicato edizioni cartacee e digitali in cinese tradizionale, nonché un'edizione in lingua inglese solo digitale. Una pubblicazione sorella con lo stesso nome è pubblicata a Taiwan nell'ambito di una joint venture tra Next Media e altre società taiwanesi.
In un sondaggio del Reuters Institute condotto nel gennaio 2019, il quotidiano Apple Daily e il suo sito di notizie sono stati i secondi più utilizzati a Hong Kong. Il sondaggio mostra che è stata anche la terza fonte di notizie principale meno attendibile nello stesso anno. Tuttavia, secondo un altro sondaggio condotto dall'Università cinese di Hong Kong, Apple Daily è stato il terzo giornale pagato più affidabile nel 2019.
I reportage e gli editoriali di Apple Daily sono stati descritti come favorevoli alla democrazia di Hong Kong  e critici nei confronti del governo cinese. D'altra parte, è stato accusato di diffondere xenofobia o, più specificamente, sinofobia. Come risultato della sua posizione editoriale, fu soggetto a boicottaggi pubblicitari e pressioni politiche. Dopo che la controversa legge  sulla sicurezza nazionale di Hong Kong è stata promulgata, il suo quartier generale ha subito un raid della polizia ampiamente condannato il 10 agosto 2020.
Nel giugno 2021, il governo di Carrie Lam ha forzato la chiusura del giornale a Hong Kong conducendo un raid di alto profilo con l'arresto di dirigenti aziendali il 17 giugno 2021, tra cui anche il direttore del giornale Ryan Law, e l'ordine di congelamento dei beni emesso dal Segretario dell'Ufficio di Sicurezza John Lee Ka-chiu per presunta violazione della legge sulla sicurezza nazionale. Il giornale, un'impresa sana con in cassa 67 milioni di dollari, non è stato ad un certo punto in grado di continuare l'esistenza operativa a causa del congelamento dei conti bancari locali del giornale e dei conti personali del proprietario Jimmy Lai.
L'edizione finale della stampa è stata pubblicata il 24 giugno con una tiratura di un milione di copie e Apple Daily ha quindi cessato l'attività. Il canale YouTube Apple Daily e il suo supplemento "Fruit Seed" avevano cessato il servizio alle 23:59 del 23 giugno 2021. Nel complesso il gruppo (giornale, rivista, web e un canale tv) contava su 600.000 abbonati. La versione taiwanese del sito web è rimasta online sino al 24 giugno 2021. L'edizione cartacea taiwanese non è sopravvissuta alla sua controparte di Hong Kong, avendo cessato di pubblicare il 18 maggio a causa di problemi finanziari nella filiale taiwanese non correlata alla situazione di Hong Kong.